# Pedro Beltrán
Pedro Beltrán (* 27. September 1986) ist ein chilenischer Biathlet.
Pedro Beltrán bestritt seine ersten internationalen Rennen 2010 in Altenberg bei einem Rennen im IBU-Cup und wurde 124. und Letzter des Sprints. Sein bislang bestes Resultat erreichte er nur wenig später als 90. bei einem Einzel in Nové Město na Moravě. Er startete im August 2010 bei den Biathlon-Südamerikameisterschaften in Portillo und Bariloche. Bei der Meisterschaft, die als Rennserie ausgetragen wurde, wurde Beltrán in Portillo 13. des Einzels und hinter Marco Zúñiga und Julio Castañeda Dritter im Sprintrennen, ebenso hinter Castañeda und Zúñiga im Massenstart. Bei den Rennen in Argentinien trat er wie alle Chilenen wegen eines Erdbebens in ihrer Heimat nicht an. In der Gesamtwertung, in die nur drei Rennen eingingen, belegte er den sechsten Platz. 2011 nahm er an den offenen Biathlon-Europameisterschaften in Ridnaun teil kam auf den 67. Platz im Sprint.